# Lachenalia
Genre
Synonymes
- Dipcadioides Medik. [1]
- Polyanthes Jacq.
- Coelanthus Willd. ex Schult. & Schult.f.
- Triallosia Raf.
- Periboea Kunth
- Polyxena Kunth
- Orchiastrum Lem.
- Scillopsis Lem.
- Chloriza Salisb.
- Himas Salisb.
- Manlilia Salisb.
- Monoestes Salisb.
- Orchiops Salisb.
- Platyestes Salisb.
- Sugillaria Salisb.
- Brachyscypha Baker

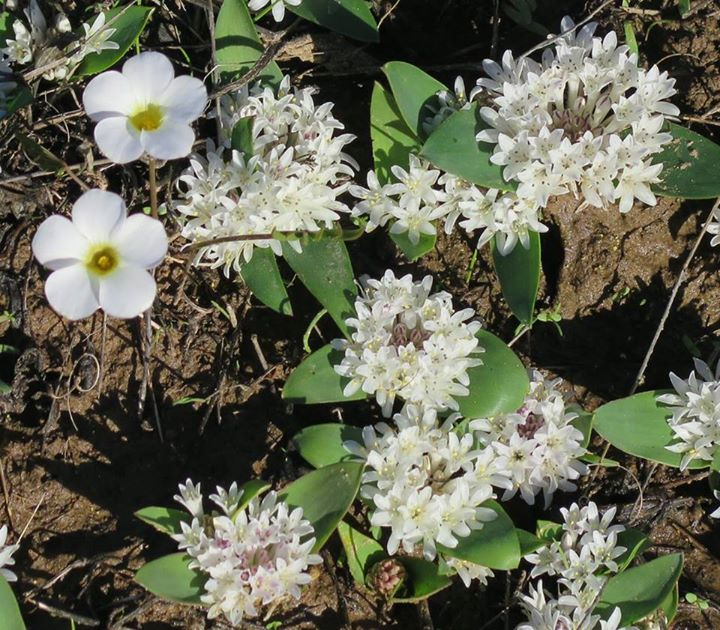
Lachenalia maughanii, Nieuwoudtville, Afrique du Sud

Lachenalia est un genre de plantes vivaces bulbeuses de la famille des Asparagacées, sous-famille des Scilloideae, que l'on trouve généralement en Namibie et en Afrique du Sud. La plupart d'entre eux ont une période de dormance, mais de nouvelles racines pousseront toujours chaque année.
Lachenalia porte le nom du botaniste suisse Werner de Lachenal (1736-1800). Les espèces sont parfois connues sous le nom de primevère du Cap, bien qu'elles ne soient pas directement liées à la véritable primevère Primula veris.

## Espèce
En Décembre 2021 , the World Checklist of Selected Plant Families et POWO  acceptent les 135 espèces ci-dessous:
- Lachenalia adamii                                 G.D.Duncan
- Lachenalia alba W.F.Barker ex G.D.Duncan
- Lachenalia algoensis Schönland
- Lachenalia aloides (en) (L.f.) Engl.
- Lachenalia ameliae W.F.Barker
- Lachenalia angelica W.F.Barker
- Lachenalia anguinea Sweet
- Lachenalia arbuthnotiae W.F.Barker
- Lachenalia arenicola                                    G.D.Duncan & Helme
- Lachenalia argillicola                                  G.D.Duncan
- Lachenalia attenuata W.F.Barker ex G.D.Duncan
- Lachenalia aurioliae G.D.Duncan
- Lachenalia bachmannii Baker
- Lachenalia barbarae                           G.D.Duncan
- Lachenalia barkeriana U.Müll.-Doblies
- Lachenalia bolusii W.F.Barker
- Lachenalia bowkeri Baker
- Lachenalia bruynsii G.D.Duncan
- Lachenalia buchubergensis Dinter
- Lachenalia bulbifera (en) (Cirillo) Engl.
- Lachenalia calcicola  (U.Müll.-Doblies & D.Müll.-Doblies) G.D.Duncan
- Lachenalia callista                         G.D.Duncan & T.J.Edwards
- Lachenalia campanulata Baker
- Lachenalia canaliculata                    G.D.Duncan
- Lachenalia capensis W.F.Barker
- Lachenalia carnosa Baker
- Lachenalia cernua G.D.Duncan
- Lachenalia comptonii W.F.Barker
- Lachenalia concordiana Schltr. ex W.F.Barker
- Lachenalia congesta W.F.Barker
- Lachenalia contaminata (en) Aiton
- Lachenalia convallarioides Baker
- Lachenalia corymbosa (en) (L.) J.C.Manning & Goldblatt
- Lachenalia dasybotrya Diels
- Lachenalia dehoopensis W.F.Barker
- Lachenalia doleritica G.D.Duncan
- Lachenalia duncanii W.F.Barker
- Lachenalia elegans W.F.Barker
- Lachenalia ensifolia (en) (Thunb.) JC Manning & Goldblatt
- Lachenalia fistulosa Baker
- Lachenalia flava (en) Andrews
- Lachenalia framesii W.F.Barker
- Lachenalia giessii W.F.Barker
- Lachenalia glauca (W.F.Barker) G.D.Duncan
- Lachenalia glaucophylla W.F.Barker
- Lachenalia haarlemensis Fourc.
- Lachenalia hirta (Thunb.)  Thumb.
- Lachenalia inconspicua G.D.Duncan
- Lachenalia isopetala Jacq.

- Lachenalia judithiae                       G.D.Duncan
- Lachenalia juncifolia Baker
- Lachenalia karooica W.F.Barker ex G.D.Duncan
- Lachenalia karoopoortensis  G.D.Duncan
- Lachenalia klinghardtiana Dinter
- Lachenalia kliprandensis W.F.Barker
- Lachenalia krugeri  G.D.Duncan
- Lachenalia lactosa G.D.Duncan
- Lachenalia latimerae W.F.Barker
- Lachenalia leipoldtii G.D.Duncan
- Lachenalia leomontana W.F.Barker
- Lachenalia liliiflora Jacq.
- Lachenalia longibracteata E.Phillips
- Lachenalia longituba (A.M.van der Merwe) J.C.Manning & Goldblatt
- Lachenalia lutea G.D.Duncan
- Lachenalia luteola Jacq.
- Lachenalia lutzeyeri G.D.Duncan
- Lachenalia macgregoriorum W.F.Barker
- Lachenalia magentea                            G.D.Duncan
- Lachenalia margaretae W.F.Barker
- Lachenalia marginata W.F.Barker
- Lachenalia marlothii W.F.Barker ex G.D.Duncan
- Lachenalia martiniae W.F.Barker
- Lachenalia martleyi G.D.Duncan
- Lachenalia mathewsii W.F.Barker
- Lachenalia maximiliani Schltr. ex W.F.Barker
- Lachenalia mediana Jacq.
- Lachenalia membranacea                         (W.F.Barker) G.D.Duncan
- Lachenalia minima W.F.Barker
- Lachenalia moniliformis W.F.Barker
- Lachenalia montana Schltr. ex W.F.Barker
- Lachenalia multifolia W.F.Barker
- Lachenalia mutabilis Lodd. ex Sweet
- Lachenalia namaquensis W.F.Barker
- Lachenalia namibiensis W.F.Barker
- Lachenalia nardousbergensis G.D.Duncan
- Lachenalia neilii W.F.Barker ex G.D.Duncan
- Lachenalia nervosa Ker Gawl.
- Lachenalia nutans G.D.Duncan
- Lachenalia obscura Schltr. ex G.D.Duncan
- Lachenalia orchioides (L.) Aiton
- Lachenalia orthopetala Jacq.
- Lachenalia pallida Aiton
- Lachenalia patentissima G.D.Duncan
- Lachenalia patula Jacq.
- Lachenalia paucifolia (W.F.Barker) J.C.Manning & Goldblatt
- Lachenalia pearsonii (R.Glover) W.F.Barker
- Lachenalia peersii Marloth ex W.F.Barker
- Lachenalia perryae G.D.Duncan
- Lachenalia physocaulos W.F.Barker
- Lachenalia polyphylla Baker
- Lachenalia polypodantha Schltr. ex W.F.Barker
- Lachenalia punctata Jacq.
- Lachenalia purpureocaerulea Jacq.
- Lachenalia pusilla Jacq.
- Lachenalia pygmaea  (Jacq.) G.D.Duncan
- Lachenalia quadricolor Jacq.
- Lachenalia reflexa Thunb.
- Lachenalia rosea Andrews
- Lachenalia salteri W.F.Barker
- Lachenalia sargeantii W.F.Barker
- Lachenalia schelpei W.F.Barker
- Lachenalia schlechteri Baker
- Lachenalia sessiliflora Andrews
- Lachenalia splendida Diels
- Lachenalia stayneri W.F.Barker
- Lachenalia suaveolens                                          (W.F.Barker) G.D.Duncan
- Lachenalia summerfieldii                                       G.D.Duncan
- Lachenalia thomasiae W.F.Barker ex G.D.Duncan
- Lachenalia thunbergii                                            G.D.Duncan & T.J.Edwards
- Lachenalia trichophylla Baker
- Lachenalia undulata Masson ex Baker
- Lachenalia unifolia Jacq.
- Lachenalia valeriae G.D.Duncan
- Lachenalia vanzyliae                                             (W.F.Barker) G.D.Duncan & T.J.Edwards
- Lachenalia variegata W.F.Barker
- Lachenalia ventricosa Schltr. ex W.F.Barker
- Lachenalia verticillata W.F.Barker
- Lachenalia violacea Jacq.
- Lachenalia viridiflora W.F.Barker
- Lachenalia whitehillensis W.F.Barker
- Lachenalia wrightii Baker
- Lachenalia xerophila Schltr. ex G.D.Duncan
- Lachenalia youngii Baker in W.H.Harvey & auct. suc. (eds.)
- Lachenalia zebrina W.F.Barker
- Lachenalia zeyheri Baker

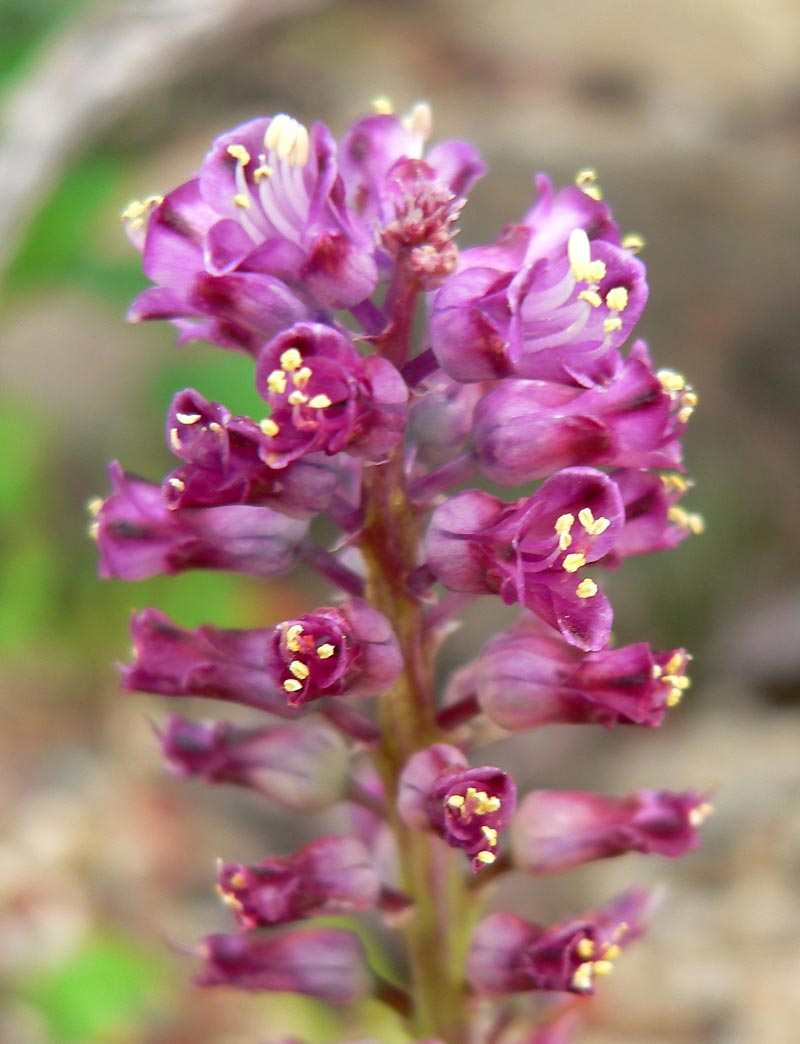
Lachenalia pustulata (syn. de Lachenalia pallida

En outre, Lachenalia nordenstamii WFBarker a été répertorié comme "menacé" dans la Liste rouge de l'UICN en 2006, mais en Décembre 2012  le nom n'a plus été accepté dans la liste du  « World Checklist of Selected Plant Families » (Plante non placée) .

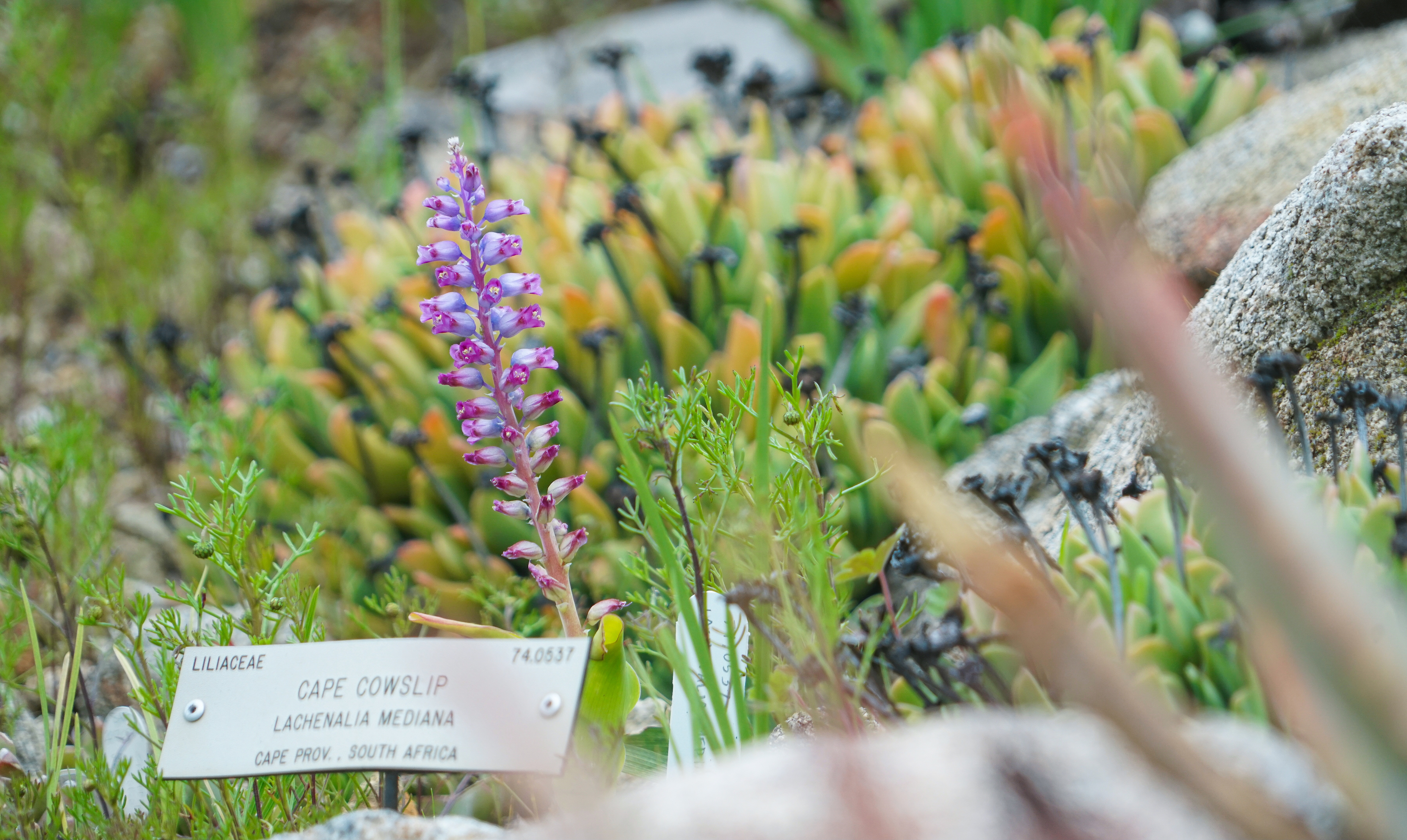
Lachenalia mediana

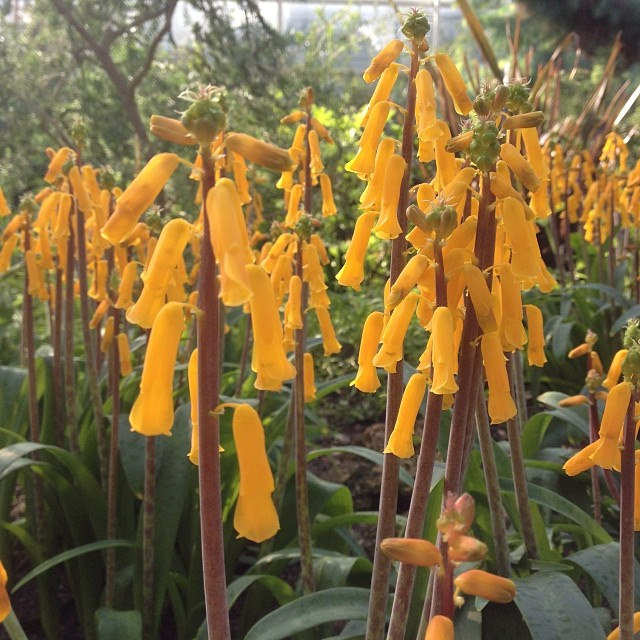
Lachenalia flava

## Culture
Plusieurs espèces sont cultivées comme plantes de jardin. Les plantes suivantes ont remporté le prix du mérite du jardin de la Royal Horticultural Society .
- Lachenalia ‘Rupert’[4]
- Lachenalia bulbifera ‘George’[5]
- Lachenalia contaminata[6]
- Lachenalia corymbosa[7]
- Lachenalia flava[8]
- Lachenalia pustulata[9]
- Lachenalia quadricolor[10]
- Lachenalia vanzyliae[11]
- Lachenalia viridiflora[12]